# S/2003 J 16
S/2003 J 16 är en av Jupiters månar. Den upptäcktes i april 2003 av Brett J. Gladman vid University of Hawaii. S/2003 J16 är cirka 2 kilometer i diameter och roterar kring Jupiter på ett avstånd av cirka 20 957 000 kilometer.
S/2003 J 16 har ännu inte fått något officiellt namn.